# Aéroport de Zielona Góra

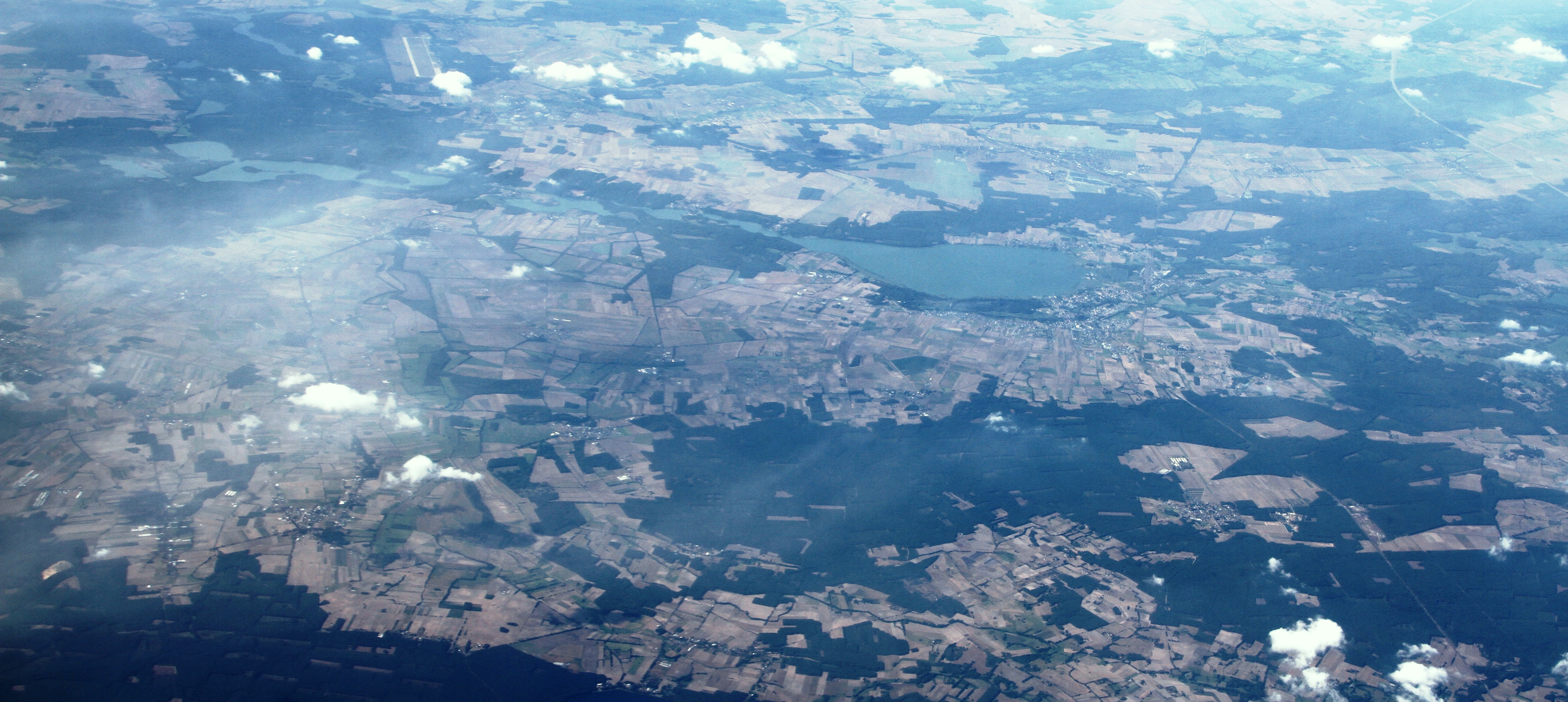
Vue aérienne de l'aéroport

L'aéroport de Zielona Góra (polonais : Port lotniczy Zielona Góra-Babimost) (IATA : IEG, OACI : EPZG) est un aéroport régional situé dans la zone urbaine de Zielona Góra dans l'ouest de la Pologne. L'aéroport est à 10 km de Sulechów, à 35 km au nord-est du centre-ville de Zielona Góra, à 170 km de Berlin. Sa zone de chalandise comprend les trois millions d'habitants de la voïvodie de Lubusz et de l'ouest de la voïvodie de Grande-Pologne.
L'aéroport est le 14e plus fréquenté de Pologne. Il a été repris à l'armée polonaise par les autorités régionales et est géré par la société publique Porty Lotnicze (PPL), qui exploite également l'aéroport de Varsovie-Chopin.

## Compagnies aériennes et destinations
| Compagnies          | Destinations    |
| ------------------- | --------------- |
| LOT Polish Airlines | Varsovie-Chopin |